# ¡Barroco! De San Pedro a San Pablo
¡Barroco! De San Pedro a San Pablo (en inglés: Baroque! From St Peter's to St Paul's) fue una serie documental de tres partes de la BBC Four sobre pintura, escultura y arquitectura en el período barroco. Fue escrito y presentado por Waldemar Januszczak y transmitido por primera vez en marzo de 2009. Su nombre se debe a su inicio en la plaza de la Basílica de San Pedro y su final en la Catedral de San Pablo.
En marzo de 2010 Barroco! ganó un Premio de la Royal Television Society al mejor programa de arte.

## Episodios
1. Italia - Los orígenes del barroco en Roma y en el Nápoles español, incluida la obra arquitectónica de Francesco Borromini -como la Iglesia de San Carlo alle Quattro Fontane-, las fuentes de Gian Lorenzo Bernini, la Iglesia de San Andrés del Quirinal y esculturas como el Éxtasis de Santa Teresa. También el trabajo ilusionista de Andrea Pozzo en la Iglesia de San Ignacio y The Loves of the Gods (Los amores de los dioses) de Annibale Carracci. Asimismo se muestra la carrera de Caravaggio en Roma y Nápoles; de José de Ribera su Cábala de Nápoles y sus actividades contra rivales como los seguidores de Caracci, Domenichino y Guido Reni.
2. España, su Imperio sudamericano, los Países Bajos españoles y la República holandesa - Diego Velázquez y Las meninas; Francisco de Zurbarán; arquitectura de la iglesia barroca en Santiago de Compostela y en el sur de los Países Bajos; Pedro Pablo Rubens y el sur de los Países Bajos; Rembrandt, Frans Hals y Johannes Vermeer en la República holandesa.
3. Inglaterra -  El Hospital Naval Real y la Casa de la Reina en Greenwich; Rubens, Anton van Dyck y el patronazgo de arte realizado por Carlos I de Inglaterra (incluyendo Banqueting House y sus pinturas de cielo raso); el trabajo de William Dobson durante la Guerra Civil inglesa; las iglesias londinenses de Christopher Wren y Nicholas Hawksmoor, el Palacio de Blenheim, el invento barroco inglés de la casa de campo dentro de un jardín paisajista y la carrera de John Vanbrugh; y San Pablo.